# Luc Asselman
Luc Asselman is een Belgisch vastgoedmakelaar en voormalig politicus voor de Open Vld.

## Levensloop
Luc Asselman was in 1977 oprichter en de eerste voorzitter van de Merchtemse jongerenafdeling van de PVV op. Later werd hij erevoorzitter. Hij studeerde politieke wetenschappen aan de Vrije Universiteit Brussel, Real Estate aan de Antwerp Management School van de Universiteit Antwerpen en vastgoedrecht aan de Katholieke Universiteit Brussel.
Na de gemeenteraadsverkiezingen van 2000 volgde hij zijn schoonbroer Eddie De Block als OCMW-voorzitter van Merchtem op. Begin 2013 volgde zijn dochter Julie hem in deze functie op. Hij was tevens lid van de Gemeentelijke Commissie voor Ruimtelijke Ordening (GECORO) van Merchtem, maar nam in maart 2021 ontslag uit de gemeentelijke commissie na een denigrerende en racistische uitspraak. Enkele dagen later nam ook Chantal Mostaert ontslag als voorzitster van de lokale Open Vld-afdeling.
Asselman was van begin 2006 tot eind 2013 voorzitter van de intercommunale Vlaamse Maatschappij voor Watervoorziening (later De Watergroep). Hij werd in augustus 2015 tevens lid van de raad van bestuur van Vitrufin, de holding boven verzekeraar Ethias. Hij bekleedde dit mandaat tot de opheffing van de holding in 2019. Hij was tevens lid van het raadgevend comité van Ethias Gemeen Recht, de vroegere controleaandeelhouder van de verzekeraar. Hij bekleedde tevens bestuursmandaten bij de Vereniging van Vlaamse Steden en Gemeenten, het Vlaams-Brabantse informaticacentrum Vlabric en de intercommunale Haviland. Sinds 2013 is hij lid van het remuneratiecomité van de Vlaamse overheid.
Hij is sinds 1982 gehuwd met Maggie De Block, volksvertegenwoordiger en voormalig staatssecretaris en minister voor de Open Vld. Ze hebben twee kinderen, waaronder Julie Assselman, OCMW-voorzitster en schepen in Merchtem. Beroepshalve is hij vastgoedmakelaar. Ook doceert Asselman vastgoed en ruimtelijke ordening aan de AP Hogeschool Antwerpen.